# 傅道伸
傅道伸（1897年—1988年），男，湖南醴陵人，中国纺织工程专家、教育家、政治人物，曾任陕西省政协副主席，第三、四、五、六届全国政协委员。